# ワン・デイ 悲しみが消えるまで
『ワン・デイ 悲しみが消えるまで』（-かなしみがきえるまで、原題：어느날）は、2017年の韓国映画。
事故で昏睡状態の女性と、自由に動き回る彼女の生霊が自分にだけ見えてしまう保険調査員の男を主人公としたファンタジー・ヒューマンドラマ映画である。

## キャスト
- イ・ガンス：キム・ナムギル
- タン・ミソ：チョン・ウヒ
- ソンファ：イム・ファヨン
- 入院中の男：ユン・ジェムン
- キム・ソンヒ：チョン・ソンギョン
- パク・ホジョン：パク・ヒボン

## スタッフ
- 監督：イ・ユンギ
- 脚本：イ・ユンギ、キム・ヨニ
- 撮影：チェ・サンホ
- 音楽：キム・ジョンボム